# Андроновка (Абайская область)
Андроновка (каз. Андроновка) — село в Бородулихинском районе Абайской области Казахстана. Входит в состав Переменовского сельского округа. Находится примерно в 26 км к северо-востоку от районного центра, села Бородулиха. Код КАТО — 633875200.

## Население
В 1999 году население села составляло 606 человек (297 мужчин и 309 женщин). По данным переписи 2009 года, в селе проживало 478 человек (232 мужчины и 246 женщин).